# Forstbotanik
Forstbotanik ist ein Teilgebiet der Forstwissenschaft und setzt sich mit den botanischen Aspekten des Waldes auseinander.
Problematiken wie Aufforstung, Kahlschlag oder weitere Themengebiete des Ökosystems Wald werden hierbei unter Berücksichtigung pflanzlicher Eigenarten und nicht aus ökonomischen Ansätzen wie in der eigentlichen Forstwirtschaft heraus beantwortet.
Forstbotanische Institute existieren z. B. in Göttingen und in Tharandt (seit 1929 angegliedert an die Technische Universität Dresden, davor eigenständig als Forstliche Hochschule Tharandt).

## Bekannte Forstbotaniker
- Johann Georg von Langen (1699–1776)
- Henri Louis Duhamel du Monceau (1700–1782)
- Robert Hartig (1839–1901)
- Heinrich Mayr (1854–1911)
- Moritz Büsgen (1858–1921)
- Theodor Schmucker (1894–1970)
- Peter Schütt (1926–2010)
- Walter Liese (1926–2023)
- Andrea Polle (* 1956)